# Tony Sheridan
Tony Sheridan, nome artístico de Anthony Esmond O'Sheridan McGinnity (Norwich, 21 de maio de 1940 — Hamburgo, 16 de fevereiro de 2013) foi um guitarrista e compositor britânico.

## Biografia
Sheridan abandonou a escola muito cedo, para ser um músico. Em 1957/58, ele fez excursões pelo Reino Unido com artistas estadunidenses como Conway Twitty, Gene Vincent e Eddie Cochran. Nos fins dos anos 1950, tornou-se pioneiro, aos ser o primeiro artista a tocar com uma guitarra elétrica em um programa ao vivo de TV britânica.
No começo dos anos 1960, Tony Sheridan tocou com várias bandas de apoio, dentre as quais os Beatles. Esta convivência foi considerada muito importante na carreira dos quatro rapazes de Liverpool. Em 1961, Tony gravou junto com os Beatles diversos títulos para a gravadora Polydor, que originou o álbum Tony Sheridan and The Beatles. Dentre estes sucessos, "My Bonnie".

## Discografia
- My Bonnie com as bandas The Beat Brothers/Beatles (1962)
- Just A Little Bit of Tony Sheridan com a banda The Big Six (1964)
- My Babe com a banda The Big Six (1965)
- Live in Berlin '73 (1974)
- On My Mind 1976
- Ich lieb Dich so (1986)
- Historical Moments com Rod Davis (2001)
- Vagabond (2002)